# Episodi di Why Women Kill
La prima stagione della serie televisiva Why Women Kill, composta da 10 episodi, viene distribuita su CBS All Access dal 15 agosto al 17 ottobre 2019.
In Italia la stagione è inedita.
| nº | Titolo originale                                                                                 | Titolo italiano | Pubblicazione USA | Prima TV Italia |
| -- | ------------------------------------------------------------------------------------------------ | --------------- | ----------------- | --------------- |
| 1  | Murder Means Never Having to Say You're Sorry                                                    |                 | 15 agosto 2019    |                 |
| 2  | I'd Like to Kill Ya, But I Just Washed my Hair                                                   |                 | 22 agosto 2019    |                 |
| 3  | I Killed Everyone He Did, But Backwards and in High Heels                                        |                 | 29 agosto 2019    |                 |
| 4  | You Had Me at Homicide                                                                           |                 | 5 settembre 2019  |                 |
| 5  | There's No Crying in Murder                                                                      |                 | 12 settembre 2019 |                 |
| 6  | Practially Lethal in Every Way                                                                   |                 | 19 settembre 2019 |                 |
| 7  | I Found Out What the Secret to Murder Is: Friends. Best Friends                                  |                 | 26 settembre 2019 |                 |
| 8  | Marriages Don't Break Up on Account of Murder – It's Just a Symptom That Something Else Is Wrong |                 | 3 ottobre 2019    |                 |
| 9  | I Was Just Wondering What Makes Dames Like You So Deadly                                         |                 | 10 ottobre 2019   |                 |
| 10 | Kill Me as if It Were the Last Time                                                              |                 | 17 ottobre 2019   |                 |

## Murder Means Never Having to Say You're Sorry
- Diretto da: Marc Webb
- Scritto da: Marc Cherry

### 1963
Rob e Beth Ann Stanton si trasferiscono nella loro dimora Pasadena dopo la morte della figlia. Dopo aver incontrato Leo e Sheila Mosconi, Beth Ann parla con Sheila, che le dice che Leo ha visto Rob baciare una cameriera. Beth Ann rifiuta di credere all'infedeltà di suo marito finché non vede Rob baciare la cameriera con i suoi occhi. Su consiglio di Sheila, Beth Ann va al ristorante per confrontarsi con la cameriera, che apprende si chiama April. Tuttavia, Beth Ann perde il coraggio e fa amicizia con April, sebbene mantenga la sua identità segreta.

### 1984
Simone Grove viene a conoscenza dell'omosessualità di suo marito quando trova le foto di Karl che bacia un uomo. Simone chiede a Karl di andarsene, ma lui tenta invece di suicidarsi per overdose di pillole. Dopo il tradimento Simone riceve delle advances da Tommy Harte, figlio dell'amica Naomi, che però rifiuta. Tommy, però afferma che a differenza degli uomini che ha sposato, lui è innamorato di lei.

### 2019
Taylor Harding porta una ragazza di nome Jade a casa a vivere con lei e suo marito Eli, dopo che Jade è stata minacciata da uno stalker. Inizialmente Eli si oppone alla permanenza di un amante della coppia nella loro dimora, ma alla fine accetta di permettere a Jade di rimanere quando si ritrova attratto da lei.

## I'd Like to Kill Ya, But I Just Washed my Hair
- Diretto da: Marc Webb
- Scritto da: Austin Guzman

### 1963
Beth Ann parla con April di come a volte i mariti possano annoiarsi delle loro mogli. Per rendere Rob più interessato al loro matrimonio, Beth Ann si rifà, ma a Rob non sembra importare. Quindi cerca di eccitare Rob cenando con lui mentre è nuda, ma il capo di Rob si presenta nella loro dimora e si ritrova accidentalmente a guardare il corpo nudo di Beth Ann. Sheila dà a Beth Ann un manuale sul sesso per provare ad eccitare Rob, ma quando fa una delle posizioni, Rob esce dalla doccia e va in ospedale.

### 1984
Tommy continua ad inseguire la sua passione per Simone, e dopo che quest'ultima nega di fare sesso con lui per la seconda volta, alla fine cede e fa sesso con lui dopo aver trovato una collezione di sonniferi, indicando che Karl abbia simulato il suo tentativo di suicidio e che si sia preso solo uno o due sonniferi. Scopre anche che la sua amica sapeva che Karl la tradiva da almeno un anno, ma non che sia omosessuale.

### 2019
Eli suggerisce di voler avere un rapporto a tre con Jade e Taylor dopo essere entrato nella vasca idromassaggio con loro mentre era nudo. Dopo che Taylor rimprovera Eli, lui le suggerisce di avere un rapporto a tre con Jade. Anche Jade vuole avere questo rapporto e dopo aver ascoltato la conversazione, fanno sesso sotto la doccia. Dopo l'orgasmo di Eli per primo, Jade e Taylor continuano, ma dopo aver visto che le due rimanevano lì a lungo, Eli le va a controllare. Dopo averle trovate sdraiate e con Taylor che guardava profondamente negli occhi di Jade, Eli diventa furioso dopo aver pensato che Taylor stesse provando veri sentimenti romantici per Jade.